# Maconellicoccus lanigerus
Maconellicoccus lanigerus är en insektsart som först beskrevs av Fuller 1897.  Maconellicoccus lanigerus ingår i släktet Maconellicoccus och familjen ullsköldlöss. Inga underarter finns listade i Catalogue of Life.